# ノー・スリープ
「ノー・スリープ」(No Sleeep)は、ジャネット・ジャクソンの楽曲。

## 概要
11枚目のスタジオ・アルバム『アンブレイカブル』から先行シングルとしてリリースされた。
アルバム・ヴァージョンではJ. コールをフィーチャリングしており、新たにラップ詞が加えられている。
Billboard Hot 100ではソロ・ヴァージョンが67位、アルバム・ヴァージョンが63位を記録した。
日本では独自にPKCZによるリミックスが制作され、『アンブレイカブル』の日本盤ボーナストラックとして収録された。

## 収録曲
デジタル・ダウンロード
1. ノー・スリープ - 3:26

デジタル・ダウンロード（フィーチャリング・J. コール）
1. ノー・スリープ（フィーチャリング・J. コール）- 4:20